# Патронат Привредникових добротвора
Патронат Привредникових добротвора је био орган Српског привредног друштва Привредник у Загребу а касније и у Београду који је окупљао најзначајније Привредникове донаторе и оне који су својим радом и деловањем допринели националним интересима, као и који је имао задатак да управља Привредниковим фондовима и закладама. 

## Оснивање
На великој скупштини Привредника, 16. маја 1910. године, на иницијативу тадашњег председника Исидора Добровића једногласно је закључено да треба да се прошире сви послови и да се за управу разних фондова постави нарочити Патронат. Патронат је формиран 10. септембра 1911. године у Загребу пошто су усвојени правилници о делокругу у задацима његовог рада. По њима, Патронат је преузео управу над записима, тестаментима и фондовима Привредника. Овај орган имао је овлашћење да улаже у непокретности, у вредносне папире, да издаје зајмове и некретнине, да улаже готовину у Српску ванку у Загребу, као и да обавља сличне послове.
Доживотни добротворни чланови Патроната постали су тога дана сви живи Срби и Српкиње, добротворни члнаови Привредника, који су још за живота дали веће доприносе, који су тестаментом оставили имовину Привреднику или су му своје некретнине поверили на управу.
У Привредниковом патронату у време оснивања, 1911. године, између осталих, били су: Лазар Бачић, Патријарх српски Лукијан, Ђорђе Велисављевић, Евген Думча, Лазар Дунђерски, Исидор Добровић, Јован Ђуричић Биорац, Ђорђе Јагњић, Паја Јовановић, Стево Калембер, владика Георгије, Паулина и Владимир Матијевић, Раденко Станковић, Никола Ћук и други.

## Између два светска рата
Чланови Патроната у том периоду били су: Краљ Александар Први, Патријарх српски Гаврило, епископ будимски Георгије, епископ тузлански Нектарије, научник Михаило Пупин, сликар Паја Јовановић, трговаци Коста Миросављевић, Светозар Гођевац, Аврам Филиповић, Сретен Алексић и Владимир Ралетић, као директор фаврике „Бата“ Тома Максимовић итд.
Патронат из 1923. године с краљем Александром на челу имао је 143 члана, a 1927. 180 чланова.
Последњи Патронат био је за 1939. и 1940. годину када је бројао 166 чланова.